# Rue Pharaon-de-Winter
La rue Pharaon-de-Winter est une rue de Lille.

## Situation et accès
La rue située dans le quartier du Vieux-Lille relie la rue d’Angleterre à la rue Négrier.

## Origine du nom
La  rue rend hommage au peintre lillois Pharaon de Winter.

## Historique
La rue située à l’intérieur de l'ancien castrum est l’une des plus anciennes de Lille.  
Les recherches archéologiques (fouilles de caves médiévales, découverte des fondations d'une porte près de la place aux oignons dans l'axe de la rue Pharaon de Winter) et l'examen du parcellaire cadastral permettent de supposer une voie primitive au sud de la Motte (emplacement de l'actuelle cathédrale Notre-Dame de la Treille) antérieure à la rue de la Monnaie qui serait passée à son emplacement.
Avant l’agrandissement de la ville de 1670 elle se terminait en impasse sur le rempart du Moyen-Âge situé approximativement à 'emplacement de l'actuelle rue Négrier. 
Elles était nommée « rue des écoles » en raison de la présence côté impair du collège  de la collégiale Saint-Pierre fondé en 1547 (bâtiment vendu comme bien national en 1793 et ensuite détruit), « rue du Gland » ou « rue du glen » en raison d’une porte qui fermait la rue du côté de l’ancien rempart démoli en 1670 lors de l'agrandissement de la ville par Vauban puis « rue de la Préfecture » car elle aboutissait à la Préfecture du Nord établie en 1803 dans le bâtiment de l’ancien hôtel de l’intendance (avant 1787) rue Négrier avant son transfert en 1825 dans l’hôtel de Wambrechies rue Royale.  
Elle est renommée rue Pharaon-de-Winter après la mort du peintre en 1924.

## Description
La rue est une voie secondaire  à très faible circulation sans commerce bordée de maisons anciennes et du mur du lycée Notre-Dame d’Annay établie dans les locaux de l'ancienne institution du bon Pasteur fondé en 1822 dans le bâtiment du XVIIe siècle d’un ancien couvent de moniales de l’abbaye de Marquette.

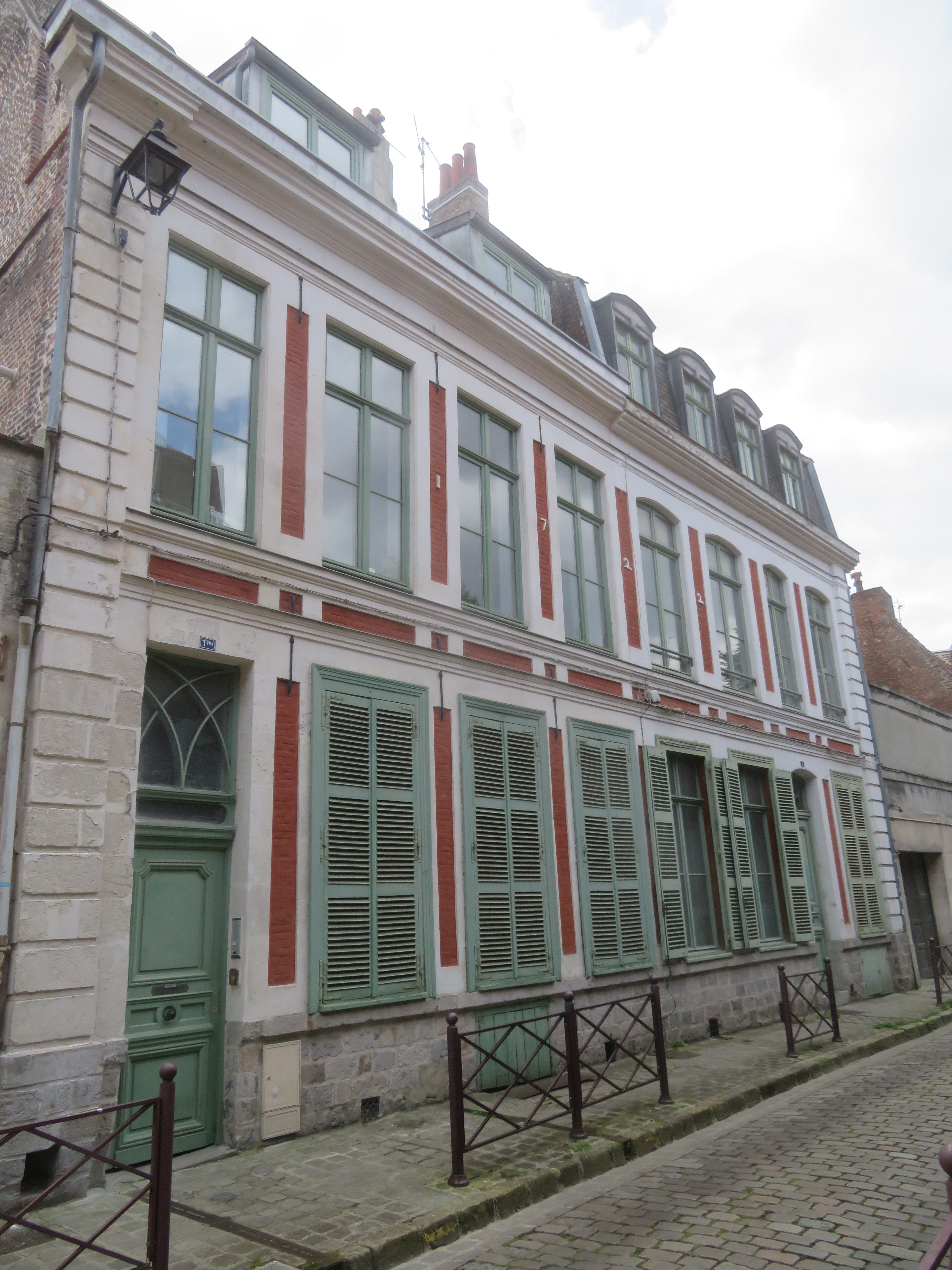
Maison construite en 1722 au numéro 1ter
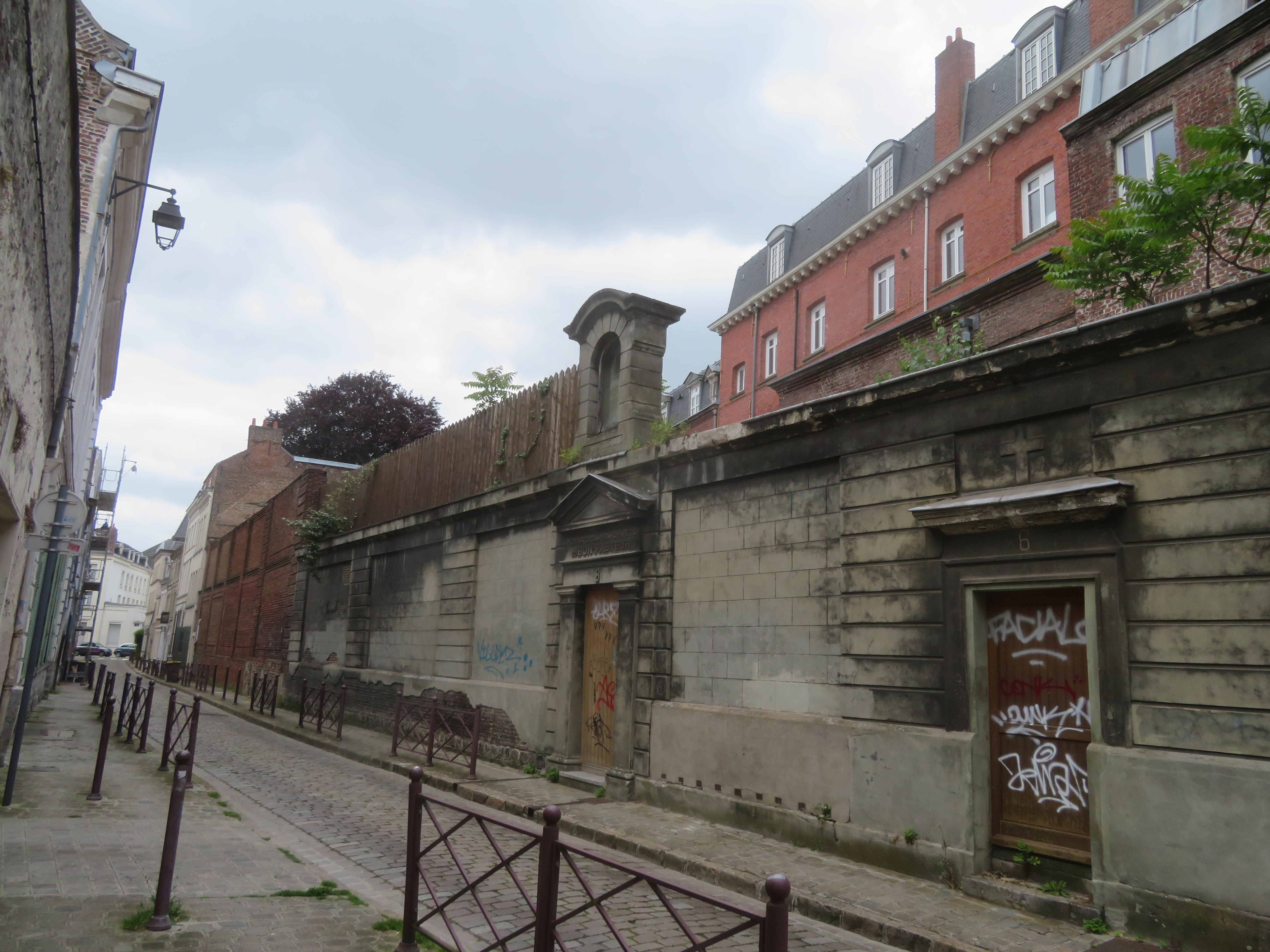
Mur de l'ancien établissement du bon pasteur